# Voce di Corea
La Voce di Corea (조선의 소리?, 朝鮮의 소리?, Chosŏn-ŭi SoriLR; nota in inglese come Voice of Korea) è un'emittente radiofonica di informazione internazionale nordcoreana con sede a Pyongyang.

## Storia
La stazione iniziò a trasmettere il 14 ottobre 1945 con il nome di Radio Pyongyang, proponendo la diretta del discorso pubblico pronunciato da Kim Il-sung durante il suo trionfale ritorno a Pyongyang dall'esilio. Il 16 febbraio 2001 l'emittente assunse il nome di Voce di Corea.

## Tecniche di trasmissione
La Voce di Corea trasmette principalmente su onde corte e onde medie (nel secondo caso per le trasmissioni dedicate agli stati limitrofi). Alcune delle frequenze in onde corte adottate non ottemperano agli standard fissati dalla Unione internazionale delle telecomunicazioni: di conseguenza sono meno sensibili alle interferenze, ma anche meno compatibili con taluni apparecchi ricevitori.
Le stazioni di trasmissione principali note sono quelle di Chongjin (in onde medie su 621 kHz a 500 kW), Pyongyang (dieci trasmettitori in onde corte a 200 kW), Kujang e Kanggye (cinque trasmettitori a 200 kW).
L'emittente trasmette altresì in tecnica satellitare tramite Thaicom 5, unitamente al segnale della Televisione Centrale Coreana.

## Programmazione
La radio ha lo scopo di propagandare l'immagine, i successi e l'ideologia della Corea del Nord nel mondo. Il palinsesto è incentrato sulla lettura di bollettini informativi plurilingui preparati sulla base delle informazioni fornite dalla Korean Central News Agency (agenzia di stampa nazionale nordcoreana). Generalmente i bollettini vengono aperti dalle notizie riguardanti i leader nazionali (Kim Il-sung, Kim Jong-il e Kim Jong-un). Il resto del palinsesto è comunque focalizzato su musica, storia e cultura coreana.
Il segnale d'intervallo è costituito da un brano tratto dall'Inno di Kim Il-sung. All'inizio delle trasmissioni, a tale segnale segue l'inno nazionale nordcoreano. Le stesse melodie sono adottate anche dai canali televisivi nazionali all'apertura delle trasmissioni giornaliere.